# Езерски връх
Езерски връх, Езерце или още и Езерца (на албански: Maja Jezercë) е най-високия връх в Албанските алпи, а и въобще на Динарските планини. Надморската му височината е 2694 m.
Върхът е на албанска територия на 5 km от границата с Черна гора. Разположен е на хребет между долините на реките Валбона и Тети, оттичащи се в южна посока. Върхът е скалист, без растителност и изграден от доломитен варовик. Носи името си от голямото езеро и езерца – северозападно от върха.
Северно от върха, през долината оформена от горните притоци на Лим (с КПП „Вйетерник“), оттичащи се в Плавското езеро, се намира масива на планината Асанац.

## Топология
Езерца е голям скалист връх от доломитен варовик. Почти няма растителност. На север, изток и запад от върха има голям циркус. Тъй като се намира в един от най-влажните райони на Европа, снеговалежът е толкова обилен, че само в по-сухи години по-скритите части се разтапят.